# 飴色
| ウィキペディアには「飴色」という見出しの百科事典記事はありません（タイトルに「飴色」を含むページの一覧/「飴色」で始まるページの一覧）。 代わりにウィクショナリーのページ「飴色」が役に立つかもしれません。 |